# Kristiine
Kristiine är ett distrikt i Estlands huvudstad Tallinn, beläget direkt sydväst om innerstadsdistriktet Kesklinn. Distriktet omfattar de tre stadsdelarna Järve, Lilleküla och Tondi.
Området är uppkallat efter den svenska drottningen Kristina (1626–1689), under vars regering området styckades upp och såldes till Tallinns borgare 1653. Fram till 1920 kallades området Kristiinental. Stadsdelen är relativt grön med flera parker och bebyggelsen domineras av enfamiljshus.

## Stadsdelar
- Järve
- Lilleküla
- Tondi